# Schenkia
Schenkia es un género con cinco especies de plantas con flores perteneciente a la familia Gentianaceae. Es originario de Centroamérica. Comprende 12 especies descritas y de estas, solo 8 aceptadas.

## Taxonomía
El género fue descrito por  August Heinrich Rudolf Grisebach y publicado en Bonplandia 1(22): 226. 1853.

## Especies aceptadas
A continuación se brinda un listado de las especies del género Schenkia aceptadas hasta abril de 2014, ordenadas alfabéticamente. Para cada una se indica el nombre binomial seguido del autor, abreviado según las convenciones y usos.
- Schenkia australis (R.Br.) G.Mans.
- Schenkia clementii 	(Domin) G. Mans.
- Schenkia japonica 	(Maxim.) G. Mans.
- Schenkia sebaeoides Griseb.
- Schenkia spicata 	(L.) G. Mans.